# Валле (Аризона)
Валле (англ. Valle) — переписна місцевість (CDP) в США, в окрузі Коконіно штату Аризона. Населення — 759 осіб (2020).

## Географія
Валле розташований за координатами 35°37′28″ пн. ш. 112°8′6″ зх. д. / 35.62444° пн. ш. 112.13500° зх. д. (35.624454, -112.135121).  За даними Бюро перепису населення США в 2010 році переписна місцевість мала площу 631,66 км², уся площа — суходіл.

## Демографія
Згідно з переписом 2010 року, у переписній місцевості мешкали 832 особи в 338 домогосподарствах у складі 198 родин. Густота населення становила 1 особа/км².  Було 583 помешкання (1/км²).
Расовий склад населення:
| - 61,5 % — білих - 9,6 % — корінних американців - 0,6 % — чорних або афроамериканців - 0,2 % — азіатів - 24,3 % — осіб інших рас |

До двох чи більше рас належало 3,7 %. Частка іспаномовних становила 32,2 % від усіх жителів.
За віковим діапазоном населення розподілялося таким чином: 26,1 % — особи молодші 18 років, 65,8 % — особи у віці 18—64 років, 8,1 % — особи у віці 65 років та старші. Медіана віку мешканця становила 39,3 року. На 100 осіб жіночої статі у переписній місцевості припадало 115,0 чоловіків;  на 100 жінок у віці від 18 років та старших — 118,1 чоловіків також старших 18 років.
За межею бідності перебувало 80,6 % осіб, у тому числі 100,0 % дітей у віці до 18 років та 0,0 % осіб у віці 65 років та старших.
Цивільне працевлаштоване населення становило 63 особи. Основні галузі зайнятості: мистецтво, розваги та відпочинок — 79,4 %, роздрібна торгівля — 11,1 %, освіта, охорона здоров'я та соціальна допомога — 9,5 %.